# Boi-1da
Matthew Jehu Samuels (Kingston, 12 de octubre de 1986), profesionalmente conocido como Boi-1da (boy-won-da), es un productor de hip-hop canadiense  originario de Toronto, Ontario. Ha trabajado con artistas y grupos tales como: The Diplomats, Drake, Eminem, Jay-Z, Joe Budden, G-Unit, Nicki Minaj, K-os, Das Racist, Lecrae, Rihanna, Nas, Bizzle, Talib Kweli, Saukrates, y Kendrick Lamar, entre otros.